# Gare du Trayas
Gare du Trayas – przystanek kolejowy w Saint-Raphaël, w departamencie Var, w regionie Prowansja-Alpy-Lazurowe Wybrzeże, we Francji.
Jest przystankiem kolejowym Société nationale des chemins de fer français (SNCF), obsługiwanym przez pociągi TER Provence-Alpes-Côte d’Azur.